# Сойер, Хартли
Хартли Сойер (англ. Hartley Sawyer; род 25 января 1985, Гошен, Нью-Йорк) — американский актёр. Наиболее известен ролями Кайла Эбботта в мыльной опере канала CBS «Молодые и дерзкие» и Удлиняющегося Человека в сериале CW «Флэш».

## Карьера
Сойер дебютировал как актёр в 2006 году, снявшись в фильме «Четверг». В 2013—2014 годах он роль Кайла Эбботта в мыльное опере «Молодые и дерзкие», которая принесла ему первую известность.
В 2014 году Сойер снялся в короткометражном фильме Kept Man и сыграл главную роль в веб-сериале Caper. В 2015 году был ведущим и соавтором документального сериала Courageous Leaders, а также снялся в короткометражном фильме Spin.
В 2017 году Хартли получил роль Удлиняющегося Человека в супергеройском телесериале «Флэш». Он играл частного детектива по имени Ральф Дибни, имеющего способность растягиваться. Однако в мае 2020 года после комментариев Сойера о движении Black Lives Matter разразился скандал, связанный с расистскими и женоненавистническими твитами, написанными им в период с 2009 по 2014 год. Актёр принес извинения в своем аккаунте Instagram и удалил свой аккаунт в Твиттере, но, тем не менее, был уволен из телесериала «Флэш». C тех пор на публике не появлялся.

## Фильмография
| Год       |     | Русское название              | Оригинальное название                 | Роль                                |
| --------- | --- | ----------------------------- | ------------------------------------- | ----------------------------------- |
| 2006      | ф   | Четверг                       | Thursday                              | Эндрю Кеплинг                       |
| 2006      | кор | Гизор и Горм                  | Gizor & Gorm                          | Гизор                               |
| 2008      | кор | Киллиан                       | Killian                               | Донован                             |
| 2008—2009 | с   |                               | —                                     | I Am Not Infected / Хартли          |
| 2010      | кор | —                             | Delmer Builds a Machine               | Он                                  |
| 2010—2011 | с   | Блеск славы                   | Glory Daze                            | Брайан Соммерс / Брайан Вандергрифф |
| 2012      | с   | В стиле Джейн                 | Jane By Design                        | Брэд                                |
| 2012      | с   | Благочестивые стервы          | Good Christian Belles                 | Боузман Пичем                       |
| 2012      | с   | Не верь с*** из квартиры 23   | Don’t Trust the B---- in Apartment 23 | Чарльз                              |
| 2013      | с   | Морская полиция: Лос-Анджелес | NCIS: Los Angeles                     | Алан Сандерсон                      |
| 2013      | кор | —                             | The Blade Runner Holiday Special      | Рон Батти                           |
| 2013—2014 | с   | Молодые и дерзкие             | The Young and the Restless            | Кайл Эбботт                         |
| 2014      | с   | —                             | Caper                                 | Дагр                                |
| 2014      | с   | Пригород                      | Suburgatory                           | уборщик                             |
| 2014      | кор | —                             | Kept Man                              | Брайан                              |
| 2015      | с   | Семейство Маккарти            | The McCarthys                         | Дэниел                              |
| 2015      | кор | —                             | Spin                                  | Скотт Ангелус                       |
| 2015      | ки  | —                             | Call of Duty: Black Ops III           | дополнительные голоса               |
| 2015      | с   | —                             | Filthy Preppy Teen$                   | Натаниэль                           |
| 2016      | с   | —                             | Laura                                 | Мэттью / Пристли                    |
| 2016      | с   | Одинокие к 30                 | Single by 30                          | Скотт                               |
| 2016—2018 | с   | Мисс Земля 2059               | Miss 2059                             | Лахир                               |
| 2017      | с   | —                             | Saving the Human Race: Webisodes      | Джонси                              |
| 2017—2020 | с   | Флэш                          | The Flash                             | Ральф Дибни / Удлиняющийся Человек  |
| 2020      | в   | —                             | Crisis on Infinite Earths             | Ральф Дибни / Удлиняющийся Человек  |

## Награды и номинации
| Награда | Год  | Категория                          | Название работы | Результат |
| ------- | ---- | ---------------------------------- | --------------- | --------- |
| Сатурн  | 2018 | Лучшая гостевая роль в телесериале | Флэш            | Номинация |